# Tetragonula davenporti
Tetragonula davenporti är en biart som först beskrevs av Franck 2004.  Tetragonula davenporti ingår i släktet Tetragonula och familjen långtungebin. Inga underarter finns listade i Catalogue of Life.

## Bildgalleri

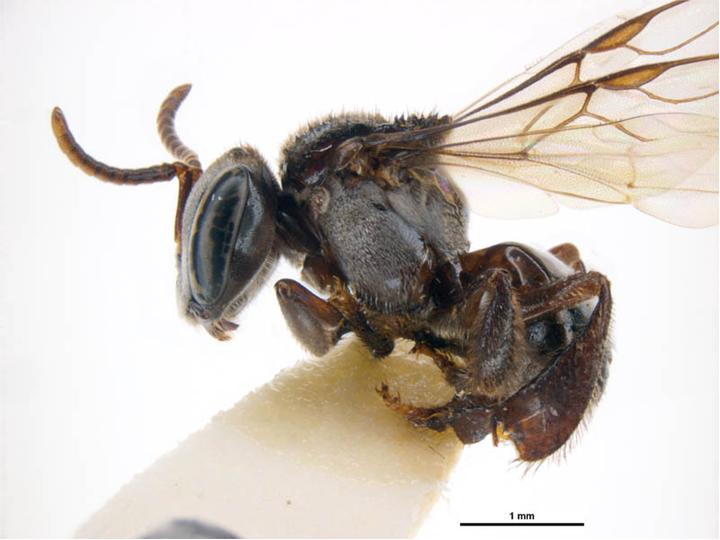